# 134.ª Divisão de Infantaria (Alemanha)
A 134ª Divisão de Infantaria (em alemão:134. Infanterie-Division) foi uma unidade militar que serviu no Exército alemão durante a Segunda Guerra Mundial.

## Comandantes
| Comandante                                | Data                                            |
| ----------------------------------------- | ----------------------------------------------- |
| Generalleutnant Conrad von Cochenhausen   | 5 de outubro de 1940 - 12 de dezembro de 1941   |
| General der Gebirgstruppen Hans Schlemmer | 12 de dezembro de 1941 - ? de fevereiro de 1944 |
| Generalmajor Rudolf Bader                 | ? de fevereiro de 1944 - 1 de junho de 1944     |
| Generalleutnant Ernst Philipp             | 1 de junho de 1944 - 29 de junho de 1944        |

## Oficiais de operações
| Major Hans Richert             | outubro de 1940-Nov 1942           |
| Oberstleutnant Günther Wentrup | novembro de 1942- novembro de 1943 |
| Oberstleutnant Siegfried Degen | janeiro de 1944-?                  |

## Área de operações
| Alemanha                       | outubro de 1940 - junho de 1941 |
| Frente Oriental, setor central | junho de 1941 - junho de 1944   |